# Entre le cœur et la raison
Entre le cœur et la raison (Perfect on Paper) est un téléfilm américain réalisé par Ron Oliver, diffusé le 20 septembre 2014 sur Hallmark Channel.

## Synopsis
Nathalie, éditrice, accepte de contribuer à la parution de la prochaine romance de Beverly Wilcox, auteure de best-sellers mais odieux personnage. Tout en composant avec les nombreuses exigences de cette diva, elle rencontre deux hommes et se rend compte que le mieux pour elle n'est pas nécessairement celui qui semble le meilleur "sur le papier".

## Fiche technique
- Titre original : Perfect on Paper
- Réalisation : Ron Oliver
- Scénario : Jennifer Notas et Bob Sáenz
- Durée : 82 minutes
- Date de diffusion :
  -  France : 24 novembre 2014 sur M6

## Distribution
- Lindsay Hartley (VF : Véronique Desmadryl) : Natalie Holland
- Morgan Fairchild (VF : Céline Monsarrat) : Beverly Wilcox
- Haley Strode (en) (VF : Caroline Victoria) : Avery Goldstein
- Drew Fuller (VF : Yoann Sover) : Coop
- Katie Gill (VF : Marie Nonnenmacher) : Isabelle
- Tina Huang : Lisa
- Kieren Hutchison (VF : Lionel Tua) : Bob Lewis
- Bryce Clyde Jenkins (VF : Victor Quilichini) : Eli
- Bart Johnson (VF : Luc Boulad) : Ben Goldstein
- John Wusah : Alfonso

Sources et légende : Version française selon le carton de doublage français.